# Bastione Hesco

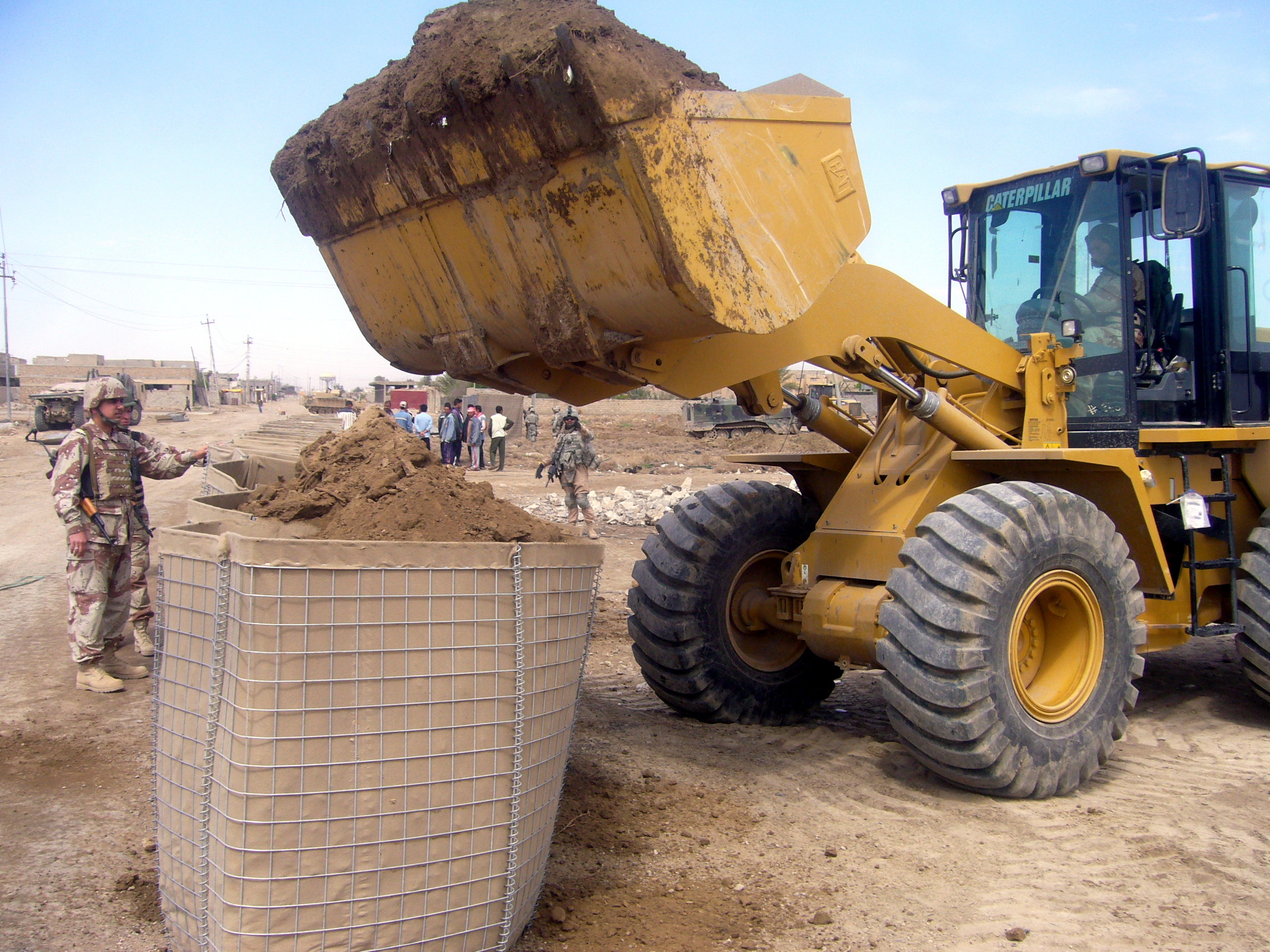
Genieri del nuovo esercito dell'Iraq mentre riempiono un blocco HESCO.

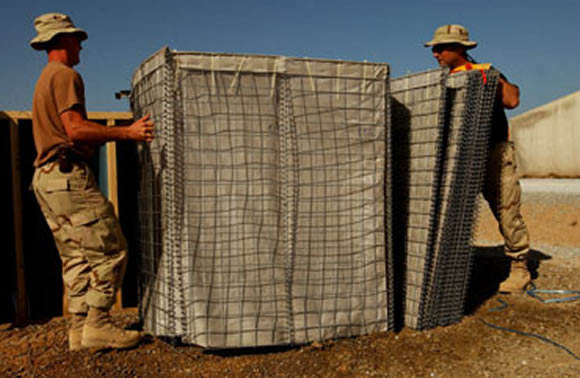
Soldati che assemblano un bastione HESCO.

Un bastione Hesco è un moderno gabbione usato per controllare le inondazioni e, a livello militare, come un particolare tipo di bastione. Il nome proviene dalla compagnia britannica che lo ha sviluppato alla fine degli anni ottanta. 

## Descrizione
È costituito da un contenitore fatto con tondini metallici, mentre al suo interno può alloggiare grandi quantità di terra e sabbia. Si può utilizzare come misura temporanea o semi permanente per rinforzare un argine o in campo prettamente militare a protezione di esplosioni.
Pensato in origine per il controllo di inondazioni e fenomeni erosivi di spiagge e paludi questo tipo di protezione diventò rapidamente un diffuso presidio in caso di emergenze, pur conservando il suo utilizzo originale.
Nel 2005 venne usato per rinforzare gli argini intorno a New Orleans a seguito dei disastri provocati dagli uragani Katrina e Rita.

## Utilizzo e specifiche
Come il classico sacco di sabbia anche il bastione HESCO viene riempito con sabbia, terra o ghiaia usando ruspe e scavatori per rendere la manovra molto veloce e produttiva.